# Водный (Красноармейский район)
Водный — посёлок в Красноармейском районе Краснодарского края.
Входит в состав Октябрьского сельского поселения.

## География

### Улицы
- пер. Северный,
- ул. Дружбы,
- ул. Краснодарская,
- ул. Мира,
- ул. Народная,
- ул. Новая,
- ул. Степная,
- ул. Шоссейная.

## Население
| 2002 | 2010 |
| ---- | ---- |
| 572  | ↘571 |